# Koburský skřivan
Koburský skřivan je plemeno holuba domácího většího vzrůstu, vhodné do extenzivních užitkových chovů. Před druhou světovou válkou byl ve Střední Evropě často chovaným plemenem, od té doby byl však vytlačen jinými plemeny.
Byl vyšlechtěn na přelomu 19. a 20. století v Durynském lese, mezi městy Meiningen a Coburg, které mu dalo jméno. Na vzniku plemene se podílel kromě jiných plemen i holub říman, po kterém koburský skřivan zdědil mohutnou a protaženou postavu, a bagdety, které skřivanovi předaly útlou hlavu a dlouhý zobák.
Koburský skřivan je holub polního typu, proporcemi podobný holubovi skalnímu. Je však výrazně větší: minimální hmotnost je 500 g s odpovídajícím rozpětím křídel 75 cm. Ideální jedinec dosahuje hmotnosti 700 g a jeho rozpětí jeho křídel činí až 82 cm. Je to statný, mohutný pták delšího formátu, který i přes svou velikost působí štíhlým dojmem. Hlava je lehká, protáhlá a jemně klenutá s úzkým čelem a středně dlouhým, tenčím zobákem. U skřívánčího rázu může mít zobák rohový nádech, u bezpruhých a pruhových skřivanů musí být masově zbarvený. Oči jsou červenooranžové a obočnice jednořadé, hladké, jemně masové barvy.
Krk je široce nasazený a směrem k hlavě se výrazně zužuje. Hruď je široká a zmasilá, křídla jsou též široká, vodorovně nesená, ocas je dlouhý, dobře složený. Nohy jsou středně dlouhé, běháky v patních kloubech zřetelně podklesávají a jsou neopeřené.

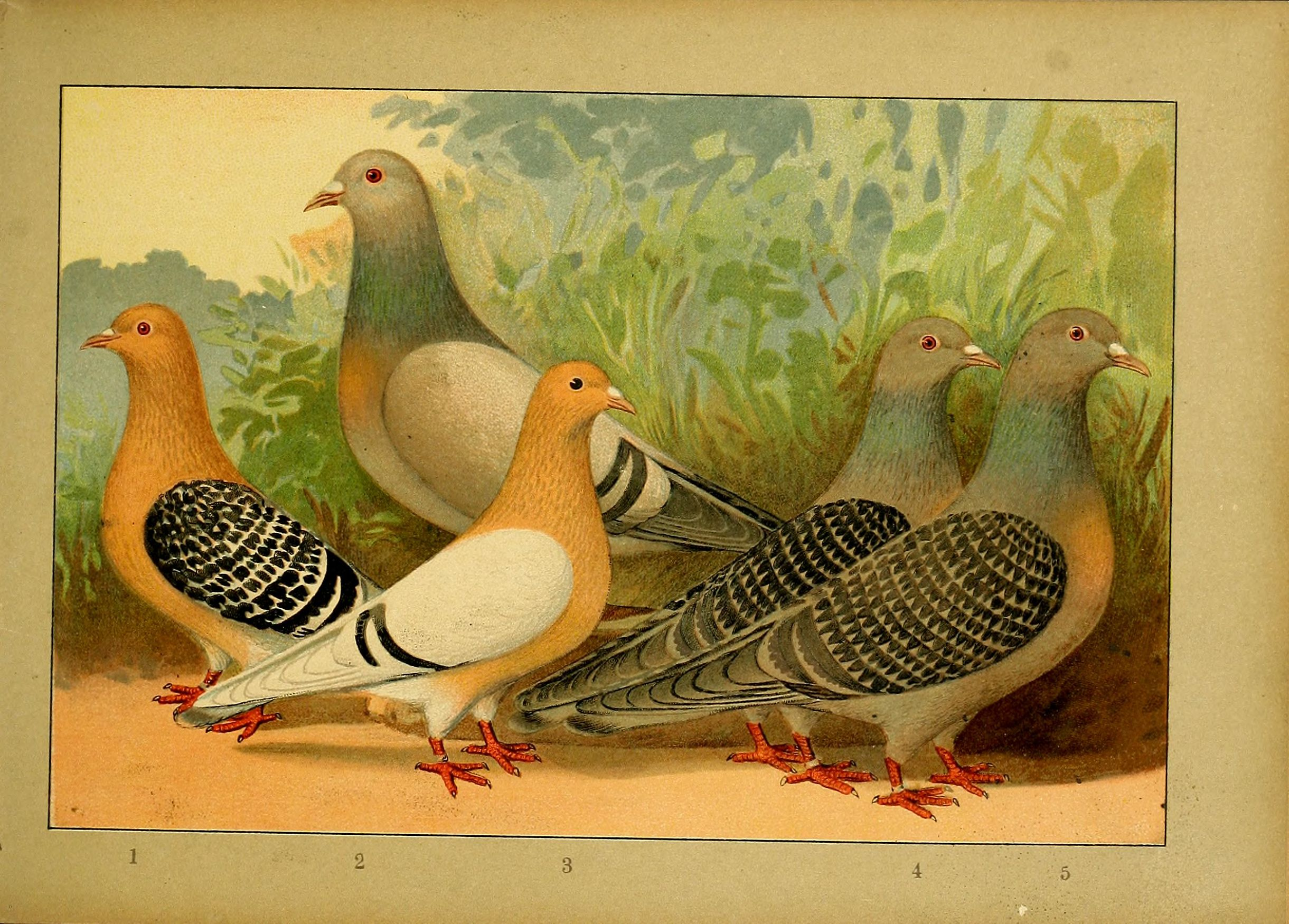
Srovnání koburského a norimberského skřivana: vlevo norimberský skřivan kapratý, uprostřed nahoře koburský skřivan pruhový, uprostřed dole norimberský skřivan pruhový, vpravo koburský skřivan kapratý

Opeření musí pevně přiléhat k tělu a být bohaté na pudr. Chová se pouze ve stříbřitém zbarvení: pruhy nebo kaprování jsou šedohnědé, ostatní peří je šedohnědě plavé, na hrudi je barva redukována v barvu okrovou. Na krku se objevuje matně zelený lesk. Samci bývají světlejší než samice. Koburský skřivan se vyskytuje pouze ve třech rázech: kapratém, pruhovém a bezpruhém. Kapratí holubi se označují jako skřívánčí. Kaprování je u něj tvořeno úzkými trojúhelníčky, tato tzv. šípovitá kresba by měla být co nejpravidelnější. Pruhový ráz se vyznačuje dvěma pruhy přes křídla, u bezpruhého rázu jsou křídelní štíty čisté, stříbřité.
Koburský skřivan je létavý, vhodný do volných chovů jako polařící holub, je životaschopný a plodný.